# Dactylolabis longicauda
Dactylolabis longicauda là một loài ruồi trong họ Limoniidae. Chúng phân bố ở miền Cổ bắc.